# Alfred Schmidt (Politiker, 1905)
Alfred Schmidt (* 1. Mai 1905 in Ruhla; † 18. Mai 1975 in Rüsselsheim) war ein hessischer Politiker (SPD).

## Leben

### Familie und Ausbildung
Der aus der westthüringischen Bergstadt Ruhla stammende Alfred Schmidt, Sohn des Drehers Ernst Schmidt und dessen Ehegattin Anna geborene Flick, absolvierte nach dem Besuch der Volksschule eine Ausbildung zum Werkzeugmacher in seiner Heimatstadt.
Der Literaturliebhaber, der Esperanto beherrschte, heiratete 1933 Martha geborene Matthes. Dieser Verbindung entstammten die Kinder namens Inge und Helmut. Alfred Schmidt verstarb im Mai 1975 knapp nach Vollendung seines 70. Lebensjahres in Rüsselsheim.

### Beruflicher und politischer Werdegang
Der 1927 in die SPD Eingetretene erhielt im selben Jahr eine Anstellung als Werkzeugmacher bei der Adam Opel AG in Rüsselsheim. 1945 wechselte Alfred Schmidt in die Stadtverwaltung Rüsselsheim, 1946 wurde er zum Ersten Beigeordneten, 1948 zum Ersten Stadtrat der Stadt Rüsselsheim bestellt. 1964 wurde Alfred Schmidt, der darüber hinaus als Erster Kreisbeigeordneter amtierte, in der Nachfolge des im Vorjahr verstorbenen Wilhelm Seipp zum Landrat des Kreises Groß-Gerau gewählt. Alfred Schmidt – unter dessen Führung die moderne Kreisverwaltung weiter ausgebaut wurde – wurde 1970 feierlich in den Ruhestand verabschiedet.